# A Girl like Me (албум)
A Girl Like Me је други студијски албум барбадошке певачице Ријане, објављен 10. априла 2006. године за Def Jam Recordings. На продукцији албума Ријана је радила са Еваном Роџерсом, Карлом Стеркеном, Stargate-ом, Џеј Ар Ротемом, као и са њеним колегом кантаутором Ne-Yo-ем, који је написао други сингл на албуму, Unfaithful. A Girl Like Me је поп и реге албум са утицајем карипске музике. Албум такође садржи и елементе денсхола и рока, као и балади, о којима су музички критичари имали подељена миљшења.
Неки критичари су позитивно оценили албум, коментаришући како је Ријана грацијозно избегла „разочарење другог објављивања”, док су други пак упоредили уложени труд са њеним претходним албумом. A Girl Like Me је објављен мање од осам месеци након њеног дебитантског албума. Достигао је на пето место рекордних листи Billboard 200 и UK Albums Chart. Албум је такође био успешан и у другим земљама, попут Ирске, Новог Зеланда, Аустралије и Јапана у којима је доспео межу десет најбољих, као и прво место Canadian Albums Chart листе.
A Girl Like Me садржи четири сингла — SOS, који је уједино постао и Ријанин први сингл који се нашао на првом месту америчке листе Billboard Hot 100, Unfaithful и Break It Off, који су оба достигли међу 10 најбољих на Billboard Hot 100 листи. Међутим, трећи сингл, We Ride, није достигао успех приближан осталим сингловима са албума. Проширено реиздање албума издато је на два диска, који поред редовних песам садрже и ремиксеве Ријаниних дебитантских синглова — Pon de Replay и If It's Lovin' That You Want. Албум је награђен двоструком платинастом наградом од стране Америчког удружења дискографских кућа (RIAA). Како би промовисала овај и њен претходни албум, Ријана је 2006. године одржала своју прву концертну турнеју — „Rihanna: Live in Concert”.